# Aanslag in Jeruzalem op 8 januari 2017
De aanslag in Jeruzalem op 8 januari 2017 was een aanslag die plaatsvond op een drukke promenade in Oost-Jeruzalem. Bij de aanslag kwamen vier Israëlische militairen om het leven en raakten zeventien militairen gewond. Het was de dodelijkste aanslag in Jeruzalem in een jaar tijd.

## Verloop
Rond één uur 's middags reed een vrachtwagen met hoge snelheid in op een groep militairen op de Armon Hanatziv-promenade bij de oude stad. Bij de aanslag kwamen vier militairen om het leven en raakten zeventien militairen gewond, twee raakten zwaargewond. Onder de dodelijke slachtoffers waren drie vrouwen en een man. De dader werd door de overige militairen doodgeschoten.